# Czerwone (hromada Worożba)
Czerwone (ukr. Червоне) – wieś na Ukrainie, w obwodzie sumskim, w rejonie sumskim, w hromadzie Worożba. W 2001 liczyła 252 mieszkańców, spośród których 235 wskazało jako ojczysty język ukraiński, 9 rosyjski, 3 ormiański, a 5 osób się nie zadeklarowało.